# Вулиця Волочиська (Хмельницький)
Ву́лиця Воло́чиська розташована у мікрорайоні Гречани. Пролягає вздовж залізниці Волочиського напрямку (звідси й назва вулиці), від Західної Окружної вулиці до західної околиці міста при виїзді на Чорний Острів.

## Історія
Вулиця сформувалася та отримала назву ще за часів існування приміського села Гречани, яке в 1946 р. приєднано до Проскурова.
Волочиськ — місто, районний центр Хмельницької області. Розташований на р. Збруч за 60 км на захід від Хмельницького.

## Опис вулиці
Забудована переважно приватними будинками, також зустрічаються малоквартирні дво- та триповерхові будинки.

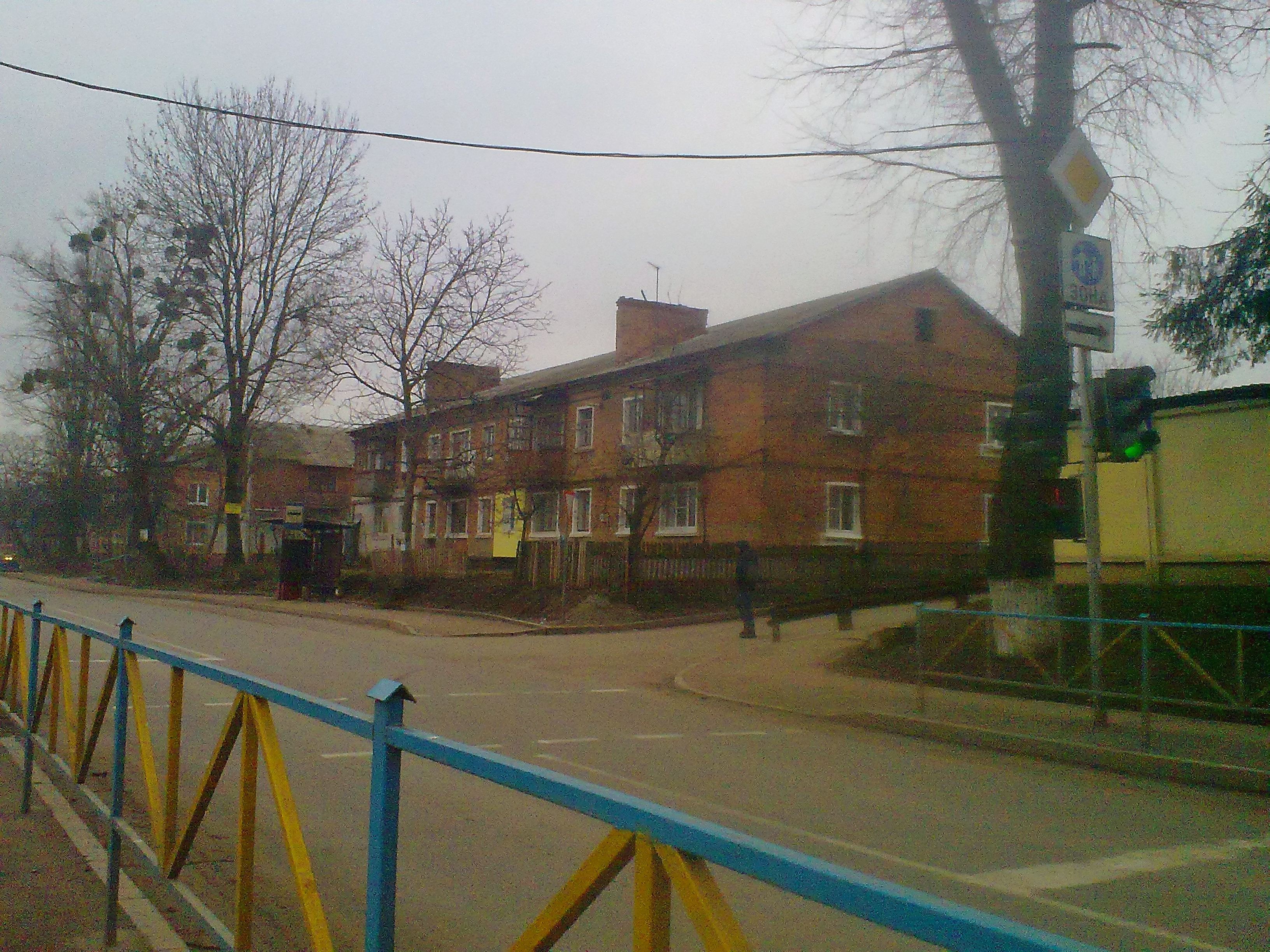
Малоквартирний будинок
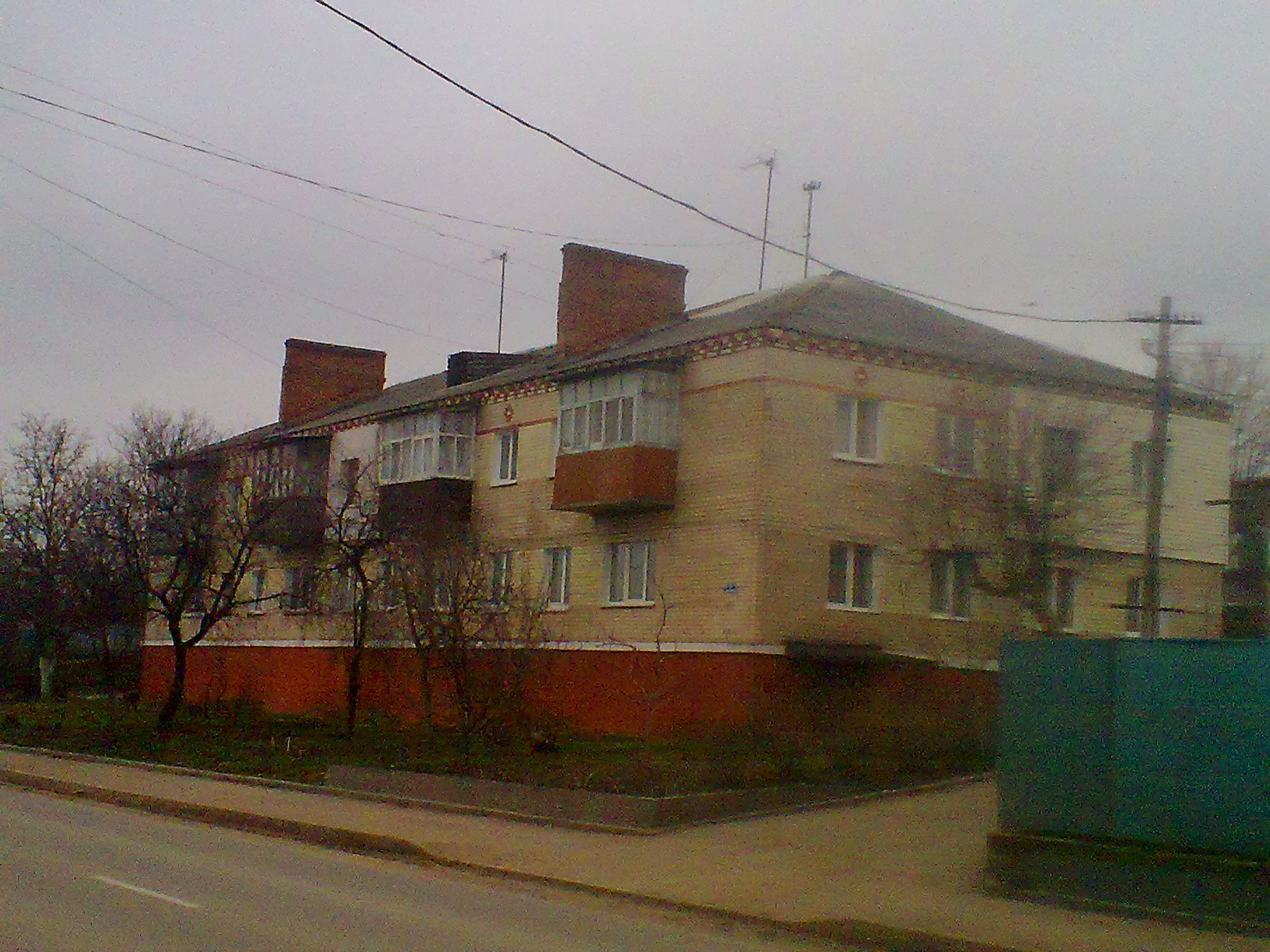
Будинок на вул.Волочиській
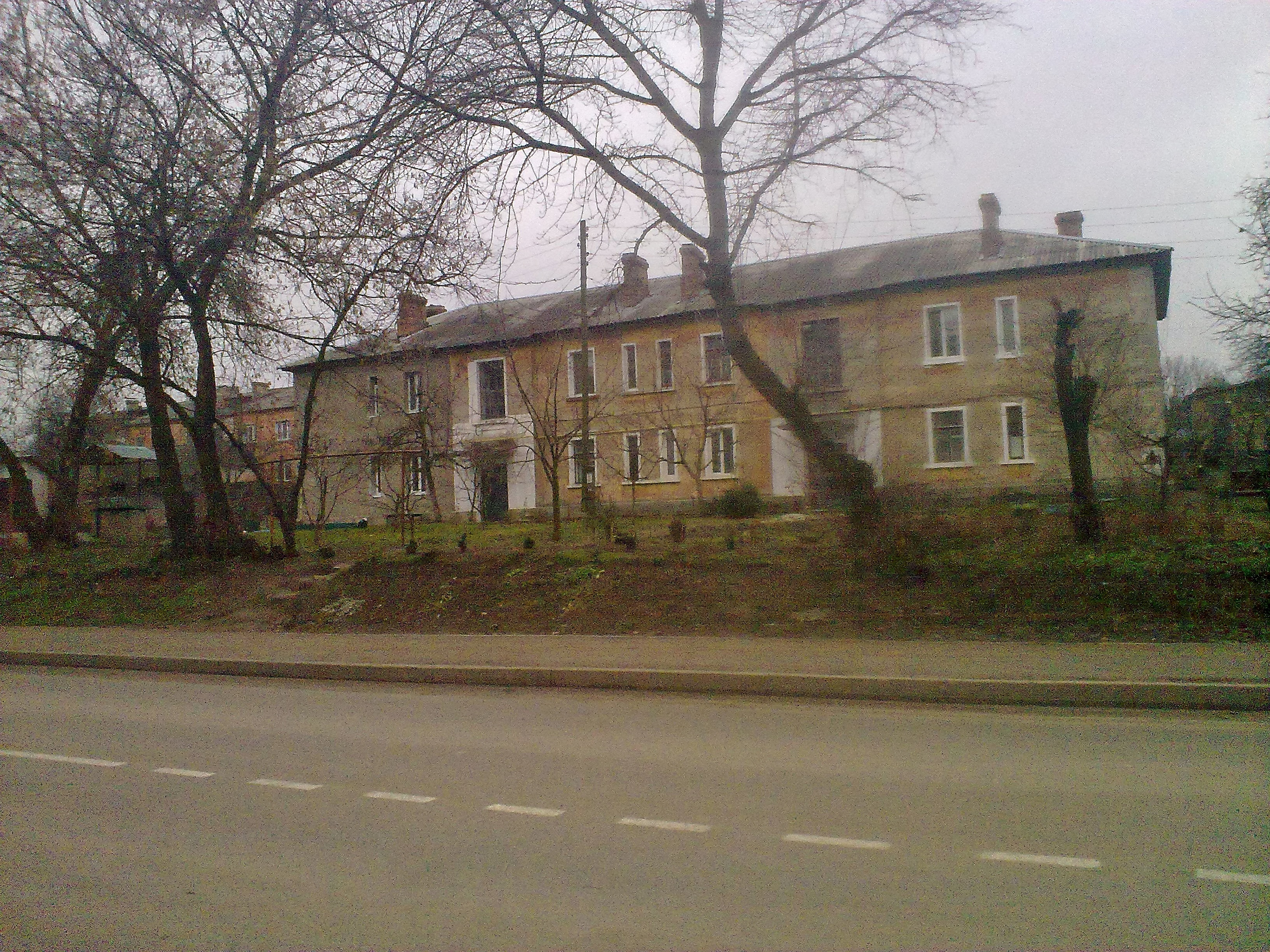
Старий двоповерховий будинок
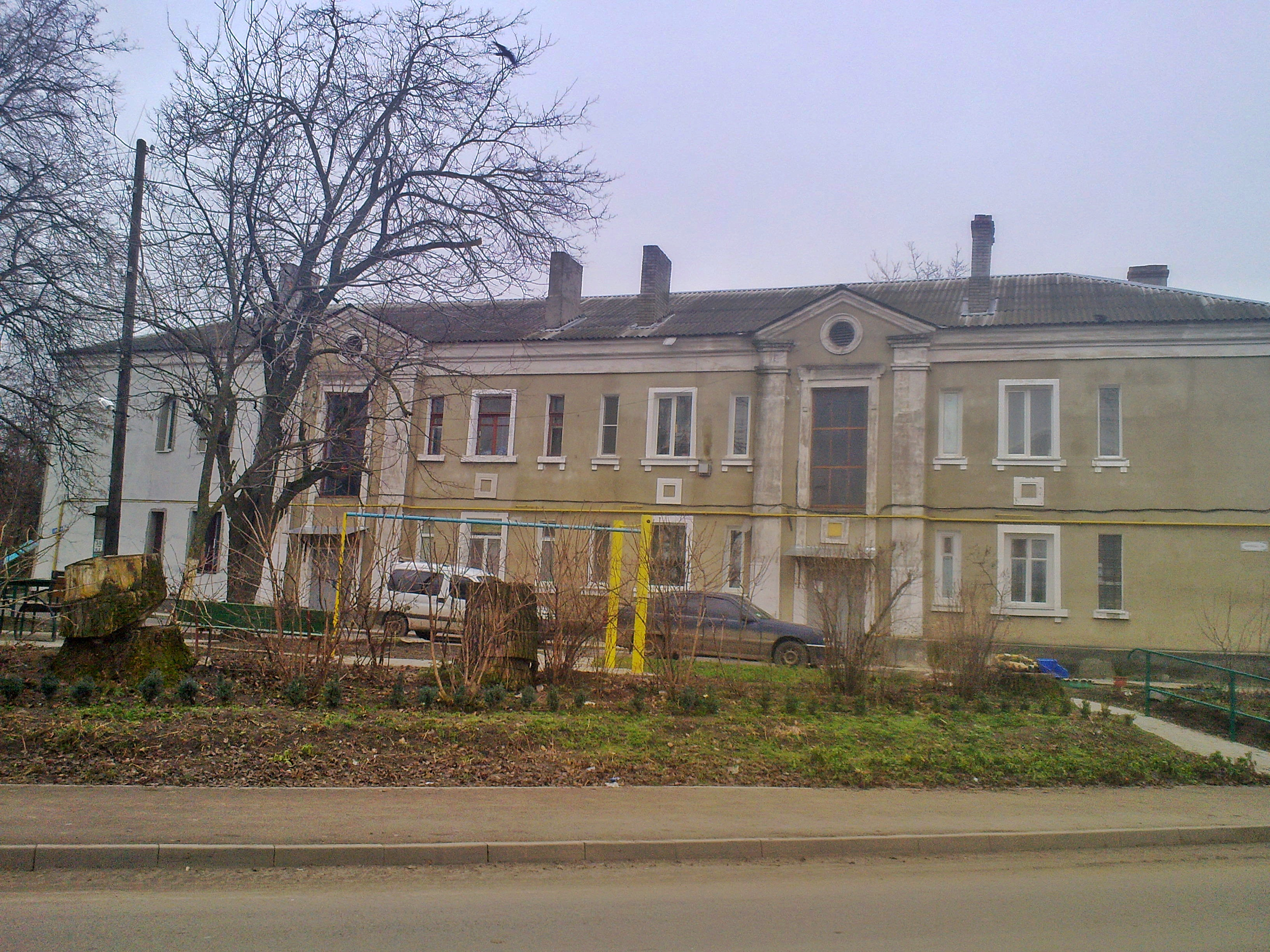
Старий двоповерховий будинок

## Галерея

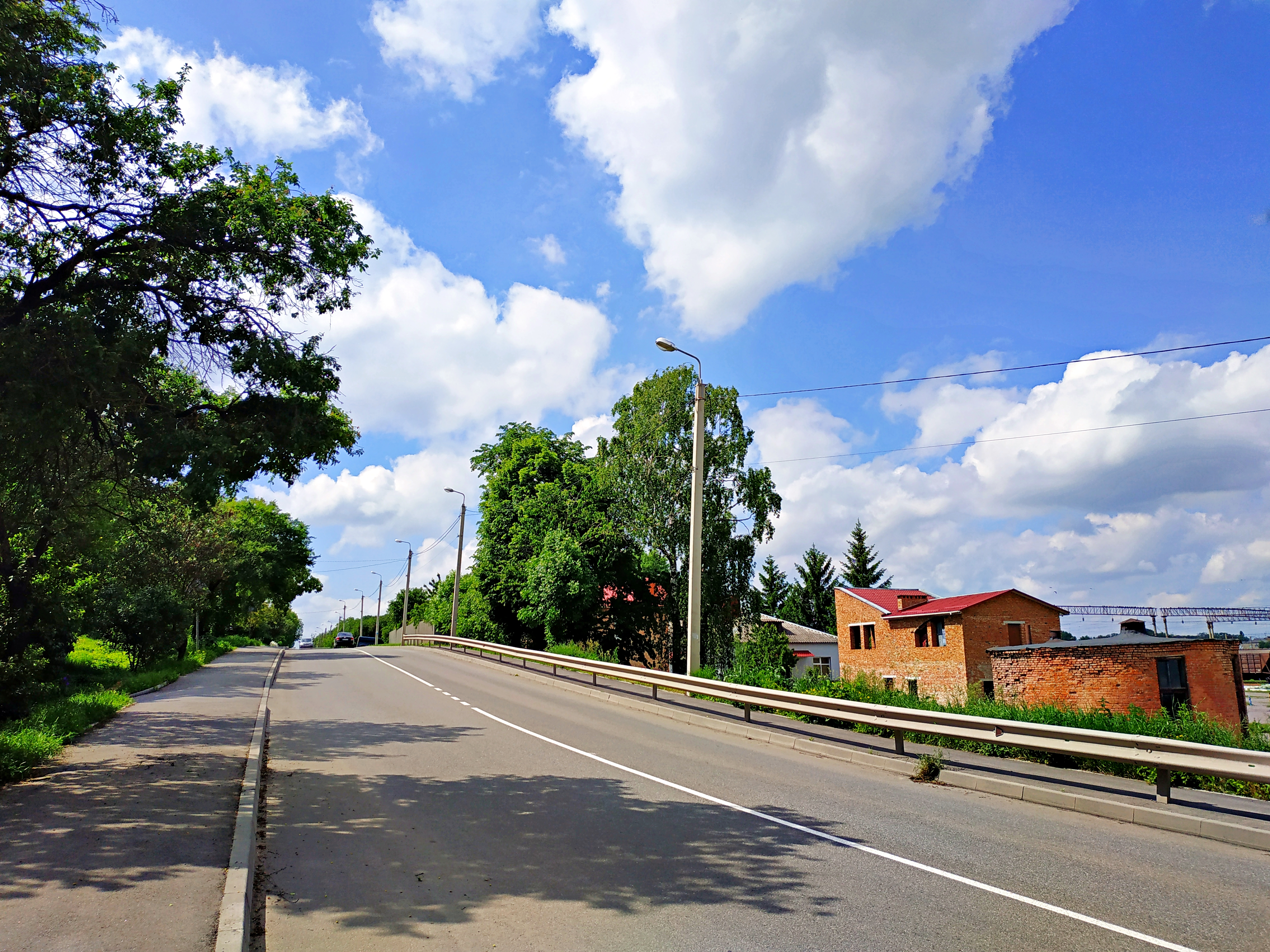
Вулиця Волочиська
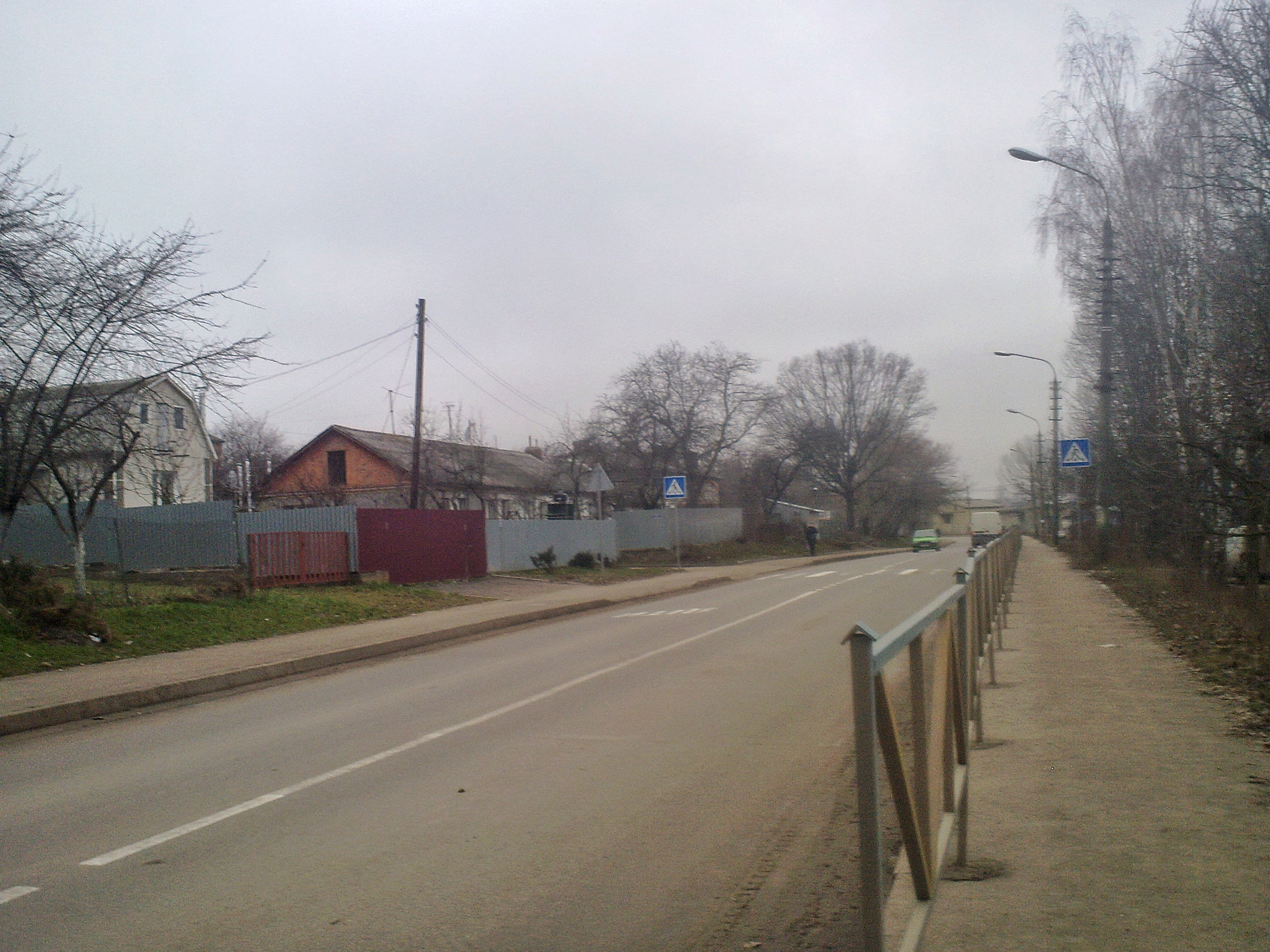
Вулиця Волочиська
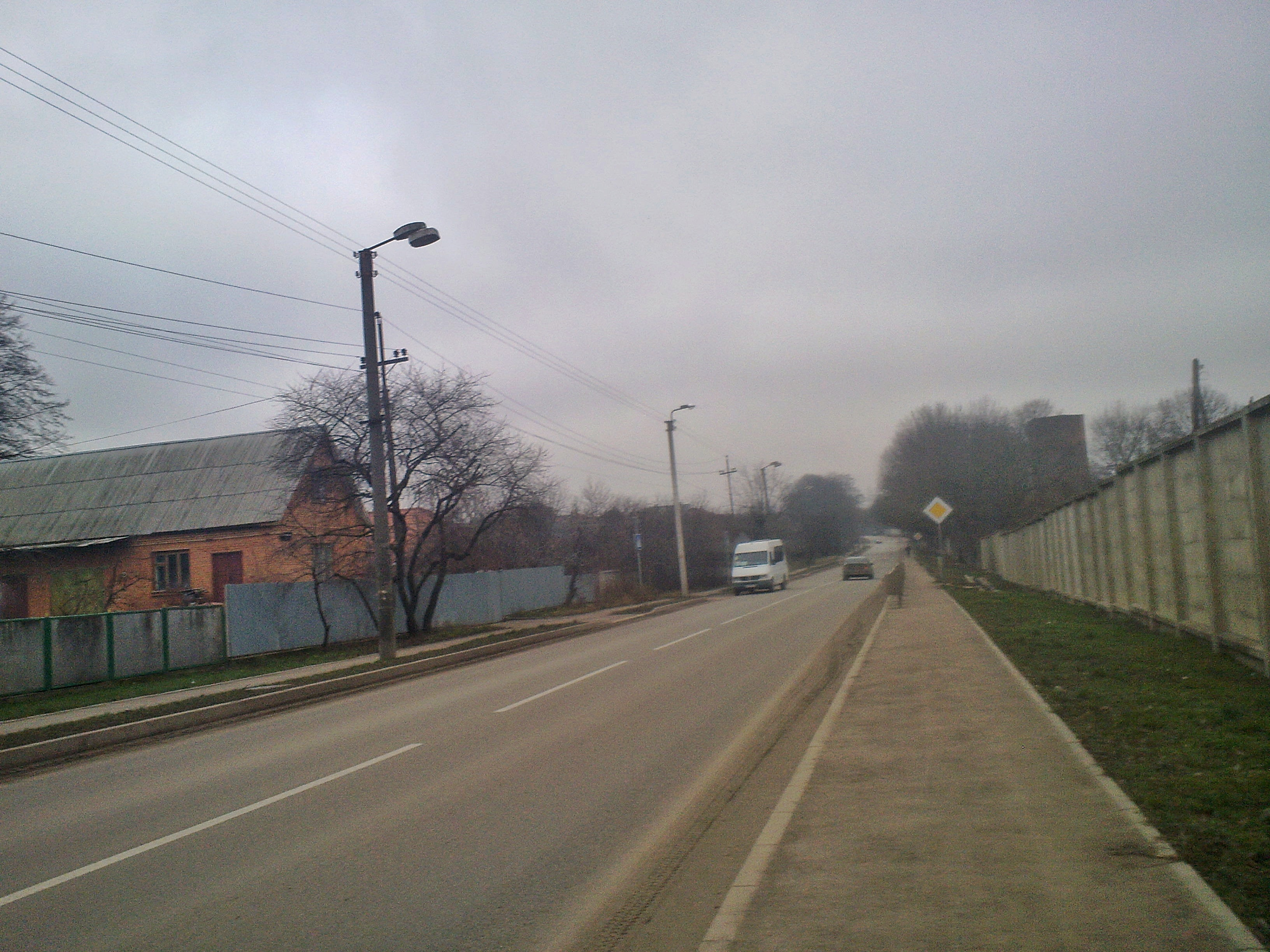
Вулиця Волочиська
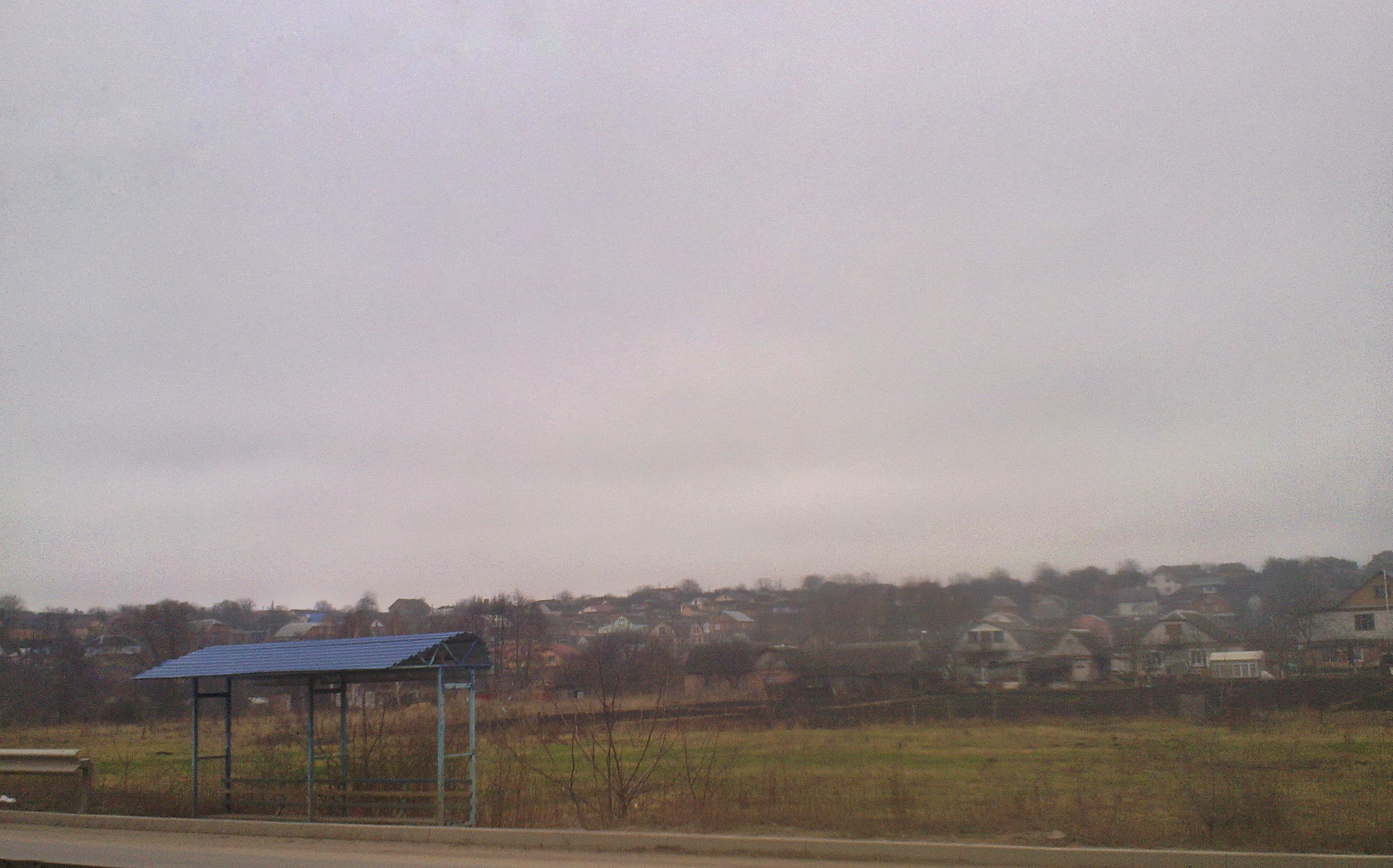
Мікрорайон Дальні Гречани Вигляд з вулиці Волочиської
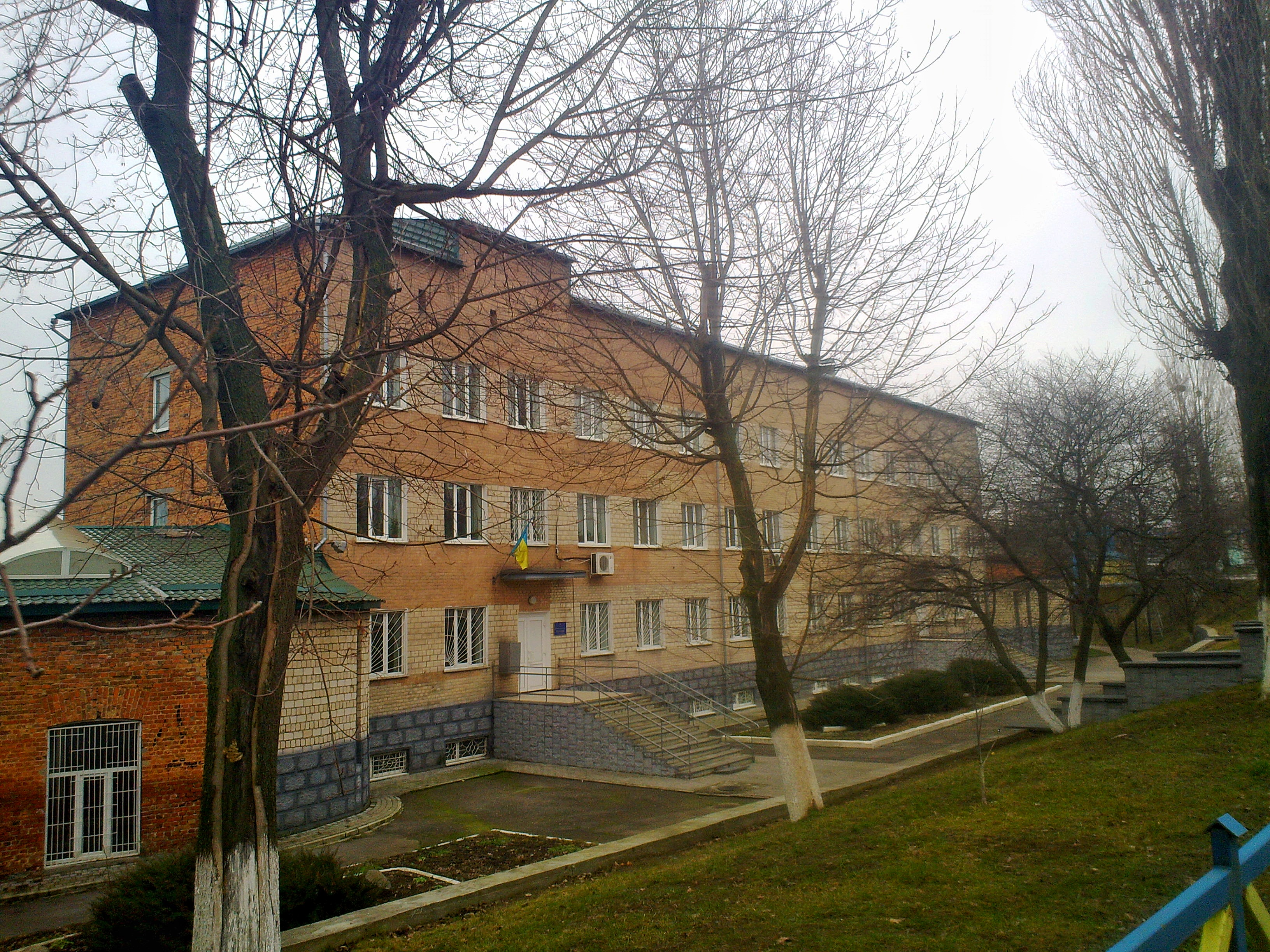
Вузлова лікарня станції Гречани
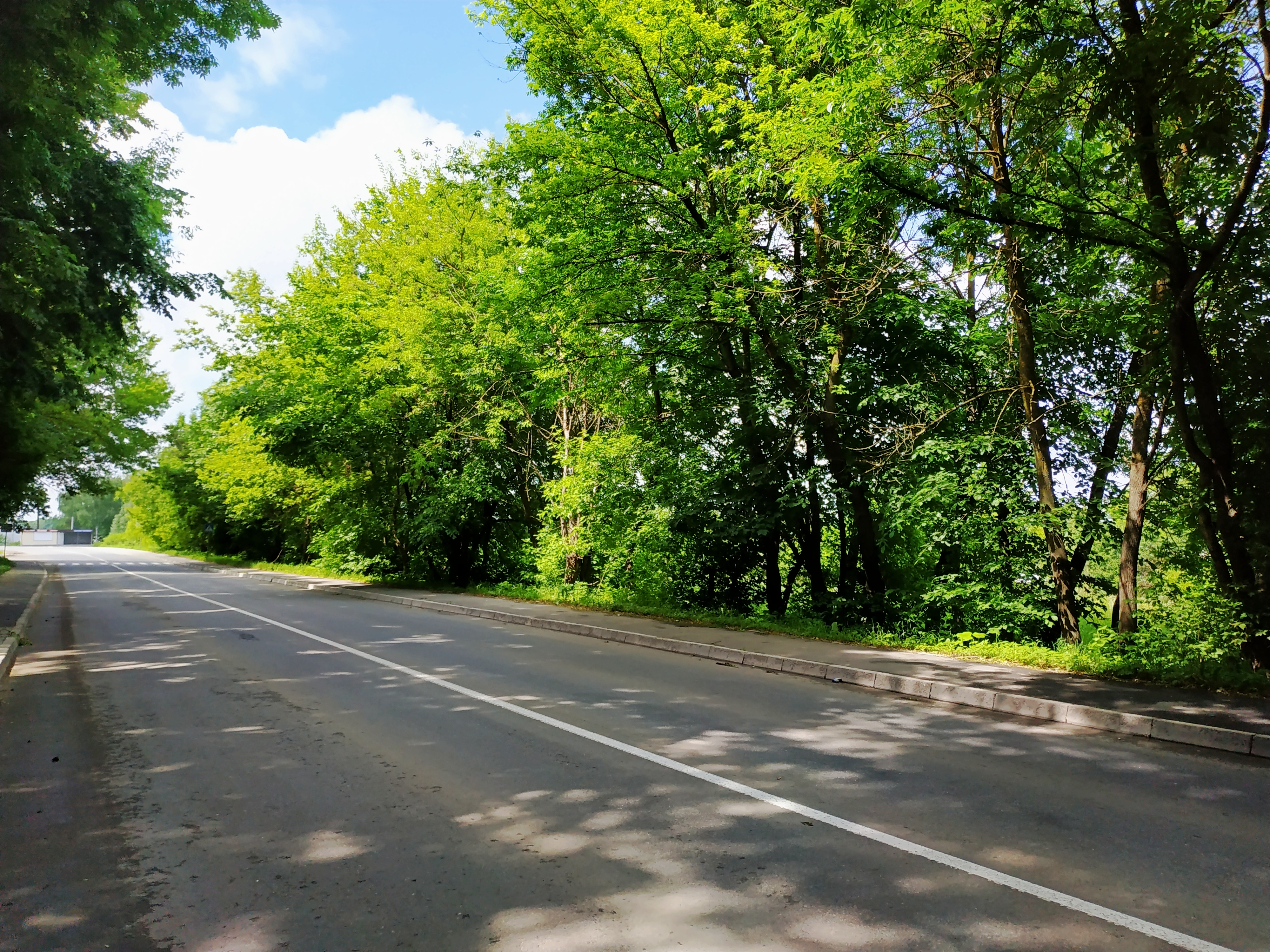
Вулиця Волочиська в напрямку Чорного Острова